# Campeonato Sul e Centro-Americano de Handebol Masculino de 2020
O Campeonato Sul e Centro-Americano de Handebol Masculino de 2020 foi a primeira edição do campeonato e foi realizado entre os dias de 21 a 25 de janeiro de 2020 na cidade de Maringá, Brasil sob a organização da Confederação Sul e Centro Americana de Handebol. Foi a primeira vez na história que o campeonato é organizado pela Confederação Brasileira de Handebol. Também atua como torneio de qualificação para o Campeonato Mundial de Handebol Masculino de 2021, com as três primeiras equipes se classificando.
A Argentina conquistou seu primeiro título com uma vitória sobre o Brasil.

## Formato
O formato contou com 6 seleções jogando em formato de todos contra todos em formato de turno único. Os três primeiros colocados garantiram vaga no próximo Mundial Masculino. O primeiro colocado terminou como campeão.

## Classificação
|  | Qualificados para o Mundial |

Critérios de desempate: 1) pontos; 2) confronto direto; 3) diferença de gols no confronto direto; 4) número de gols feitos no confronto direto; 5) diferença de gols.
| Pos | Equipe    | Pts | J | V | E | D | GP  | GC  | SG   |
| --- | --------- | --- | - | - | - | - | --- | --- | ---- |
| 1   | Argentina | 10  | 5 | 5 | 0 | 0 | 220 | 91  | +129 |
| 2   | Brasil    | 8   | 5 | 4 | 0 | 1 | 210 | 87  | +123 |
| 3   | Uruguai   | 6   | 5 | 3 | 0 | 2 | 148 | 110 | +38  |
| 4   | Chile     | 4   | 5 | 2 | 0 | 3 | 151 | 119 | +32  |
| 5   | Paraguai  | 2   | 5 | 1 | 0 | 4 | 133 | 169 | −36  |
| 6   | Bolívia   | 0   | 5 | 0 | 0 | 5 | 32  | 318 | −286 |

## Resultados
Todos as partidas estão no fuso oficial de Maringá.
| 21 de Janeiro 15:00 | Chile           | 25–28     | Uruguai | CERHAND, Maringá Árbitros: Schulze, Tönnies |
| 21 de Janeiro 15:00 | E. Feuchtmann 8 | (13–15)   | Fabra 8 | CERHAND, Maringá Árbitros: Schulze, Tönnies |
| 21 de Janeiro 15:00 | 7× 2×           | Relatório | 4× 2×   | CERHAND, Maringá Árbitros: Schulze, Tönnies |

| 21 de Janeiro 17:00 | Argentina     | 82–7      | Bolívia   | Ginásio Parque do Japão, Maringá Árbitros: Marques, Magalhães |
| 21 de Janeiro 17:00 | I. Pizarro 20 | (42–5)    | Lisidro 6 | Ginásio Parque do Japão, Maringá Árbitros: Marques, Magalhães |
| 21 de Janeiro 17:00 |               | Relatório | 1×        | Ginásio Parque do Japão, Maringá Árbitros: Marques, Magalhães |

| 21 de Janeiro 19:00 | Brasil    | 46–19     | Paraguai  | Ginásio Parque do Japão, Maringá Árbitros: Lenci, Grillo |
| 21 de Janeiro 19:00 | Chiuffa 7 | (24–7)    | Mendoza 5 | Ginásio Parque do Japão, Maringá Árbitros: Lenci, Grillo |
| 21 de Janeiro 19:00 | 4× 1×     | Relatório | 4× 1×     | Ginásio Parque do Japão, Maringá Árbitros: Lenci, Grillo |

| 22 de Janeiro 15:00 | Argentina            | 33–17     | Uruguai         | Ginásio Parque do Japão, Maringá Árbitros: Marques, Magalhães |
| 22 de Janeiro 15:00 | Fernández, Mouriño 4 | (15–7)    | Fabra, Méndez 4 | Ginásio Parque do Japão, Maringá Árbitros: Marques, Magalhães |
| 22 de Janeiro 15:00 | 5× 3×                | Relatório | 2×              | Ginásio Parque do Japão, Maringá Árbitros: Marques, Magalhães |

| 22 de Janeiro 17:00 | Paraguai  | 22–31     | Chile           | Ginásio Parque do Japão, Maringá Árbitros: Delgado, Burgos |
| 22 de Janeiro 17:00 | Mendoza 4 | (9–14)    | E. Feuchtmann 8 | Ginásio Parque do Japão, Maringá Árbitros: Delgado, Burgos |
| 22 de Janeiro 17:00 | 3× 1×     | Relatório | 4× 2×           | Ginásio Parque do Japão, Maringá Árbitros: Delgado, Burgos |

| 22 de Janeiro 19:00 | Brasil     | 77–9      | Bolívia   | Ginásio Parque do Japão, Maringá Árbitros: Estrada, Pineda |
| 22 de Janeiro 19:00 | Pacheco 12 | (35–5)    | Lisidro 5 | Ginásio Parque do Japão, Maringá Árbitros: Estrada, Pineda |
| 22 de Janeiro 19:00 | 2× 1×      | Relatório | 1×        | Ginásio Parque do Japão, Maringá Árbitros: Estrada, Pineda |

| 23 de Janeiro 15:00 | Bolívia   | 1–55      | Uruguai          | Ginásio Chico Neto, Maringá Árbitros: Delgado, Burgos |
| 23 de Janeiro 15:00 | Marcelo 1 | (0–24)    | três jogadores 7 | Ginásio Chico Neto, Maringá Árbitros: Delgado, Burgos |
| 23 de Janeiro 15:00 | 3× 1×     | Relatório | 1×               | Ginásio Chico Neto, Maringá Árbitros: Delgado, Burgos |

| 23 de Janeiro 17:00 | Argentina    | 50–21     | Paraguai    | Ginásio Chico Neto, Maringá Árbitros: Estrada, Pineda |
| 23 de Janeiro 17:00 | F. Pizarro 8 | (24–7)    | Melgarejo 4 | Ginásio Chico Neto, Maringá Árbitros: Estrada, Pineda |
| 23 de Janeiro 17:00 | 1× 3×        | Relatório | 3×          | Ginásio Chico Neto, Maringá Árbitros: Estrada, Pineda |

| 23 de Janeiro 19:00 | Brasil    | 32–20     | Chile                       | Ginásio Chico Neto, Maringá Árbitros: Grillo, Lenci |
| 23 de Janeiro 19:00 | Langaro 5 | (14–11)   | E. Feuchtmann, R. Salinas 5 | Ginásio Chico Neto, Maringá Árbitros: Grillo, Lenci |
| 23 de Janeiro 19:00 | 7× 1×     | Relatório | 7× 3×                       | Ginásio Chico Neto, Maringá Árbitros: Grillo, Lenci |

| 24 de Janeiro 15:00 | Chile      | 22–30     | Argentina   | Ginásio Chico Neto, Maringá Árbitros: Schulze, Tönnies |
| 24 de Janeiro 15:00 | Ceballos 6 | (11–16)   | Fernández 7 | Ginásio Chico Neto, Maringá Árbitros: Schulze, Tönnies |
| 24 de Janeiro 15:00 | 6× 2×      | Relatório | 6× 2×       | Ginásio Chico Neto, Maringá Árbitros: Schulze, Tönnies |

| 24 de Janeiro 17:00 | Paraguai | 51–8      | Bolívia   | Ginásio Chico Neto, Maringá Árbitros: Marques, Magalhães |
| 24 de Janeiro 17:00 | Fiore 11 | (29–4)    | Lisidro 3 | Ginásio Chico Neto, Maringá Árbitros: Marques, Magalhães |
| 24 de Janeiro 17:00 | 1×       | Relatório | 1×        | Ginásio Chico Neto, Maringá Árbitros: Marques, Magalhães |

| 24 de Janeiro 19:00 | Uruguai | 14–31     | Brasil           | Ginásio Chico Neto, Maringá Árbitros: Delgado, Burgos |
| 24 de Janeiro 19:00 | Fabra 4 | (9–13)    | três jogadores 5 | Ginásio Chico Neto, Maringá Árbitros: Delgado, Burgos |
| 24 de Janeiro 19:00 | 4× 1×   | Relatório | 5× 2× 1×         | Ginásio Chico Neto, Maringá Árbitros: Delgado, Burgos |

| 25 de Janeiro 15:00 | Chile   | 53–7      | Bolívia   | Ginásio Chico Neto, Maringá Árbitros: Estrada, Pineda |
| 25 de Janeiro 15:00 | Payá 20 | (24–0)    | Lisidro 4 | Ginásio Chico Neto, Maringá Árbitros: Estrada, Pineda |
| 25 de Janeiro 15:00 | 2× 1×   | Relatório | 3×        | Ginásio Chico Neto, Maringá Árbitros: Estrada, Pineda |

| 25 de Janeiro 17:00 | Paraguai   | 20–34     | Uruguai  | Ginásio Chico Neto, Maringá Árbitros: Grillo, Lenci |
| 25 de Janeiro 17:00 | Martínez 6 | (8–14)    | Millán 8 | Ginásio Chico Neto, Maringá Árbitros: Grillo, Lenci |
| 25 de Janeiro 17:00 | 4× 2× 3×   | Relatório | 1×       | Ginásio Chico Neto, Maringá Árbitros: Grillo, Lenci |

| 25 de Janeiro 19:00 | Argentina    | 25–24     | Brasil              | Ginásio Chico Neto, Maringá Árbitros: Schulze, Tönnies |
| 25 de Janeiro 19:00 | F. Pizarro 9 | (12–13)   | Langaro, Teixeira 5 | Ginásio Chico Neto, Maringá Árbitros: Schulze, Tönnies |
| 25 de Janeiro 19:00 | 5× 4× 1×     | Relatório | 9× 1×               | Ginásio Chico Neto, Maringá Árbitros: Schulze, Tönnies |

## Classificação final
| Rank | Seleção   |
| ---- | --------- |
| 1    | Argentina |
| 2    | Brasil    |
| 3    | Uruguai   |
| 4    | Chile     |
| 5    | Paraguai  |
| 6    | Bolívia   |

|  | Classificado para o Campeonato Mundial de Handebol Masculino de 2021 |